# Huntington Center (Toledo, Ohio)
Pour les articles homonymes, voir Huntington Center.
Le Huntington Center, nommé précédemment Lucas County Arena est une salle omnisports située à Toledo (Ohio) aux États-Unis.

## Configuration
En configuration aréna, sa capacité varie de 7 389 à 8 200 places. Elle est de 8 000 places pour les matches de basket-ball. Pour les spectacles, sa capacité est évolutive : de 4 784 à 9 341 places.

## Équipes résidentes
Depuis 2009, la salle est le domicile des Walleye de Toledo, équipe de hockey sur glace qui évolue en ECHL.
En 2014 et 2015, elle était également le domicile des Toledo Crush (en), équipe féminine de football américain en salle de la Legends Football League.